# 绥阳雪里见
绥阳雪里见（学名：Arisaema rhizomatum var. nudum）是天南星科天南星属雪里见的变种。分布于中国大陆的贵州、西藏等地，生长于海拔1,650米的地区，见于山坡林下，目前尚未由人工引种栽培。